# Atletismo nos Jogos Pan-Americanos de 1987 - 400 m feminino
As provas dos 400 m feminino nos Jogos Pan-Americanos de 1987 foram realizadas em 12 e 13 de agosto em Indianápolis, Estados Unidos.

## Medalhistas
| Ouro                        | Prata                         | Bronze                           |
| Ana Fidelia Quirot CUB Cuba | Jillian Richardson CAN Canadá | Denean Howard USA Estados Unidos |

## Resultados

### Eliminatórias
| Posição | Eliminatória | Nome                      | Nacionalidade      | Tempo | Notas |
| ------- | ------------ | ------------------------- | ------------------ | ----- | ----- |
| 1       | 1            | Ana Fidelia Quirot        | CUB Cuba           | 50.12 | Q, PR |
| 2       | 1            | Maria Magnólia Figueiredo | BRA Brasil         | 52.49 | Q     |
| 1       | 2            | Denean Howard             | USA Estados Unidos | 51.83 | Q     |
| 2       | 2            | Sandie Richards           | JAM Jamaica        | 52.12 | Q     |
| 3       | 2            | Norfalia Carabalí         | COL Colômbia       | 52.14 | q     |
| 4       | 2            | Marita Payne              | CAN Canadá         | 52.38 | q     |
| 1       | 3            | Diane Dixon               | USA Estados Unidos | 51.56 | Q     |
| 2       | 3            | Jillian Richardson        | CAN Canadá         | 51.69 | Q     |

### Final
| Posição           | Nome                      | Nacionalidade      | Tempo | Notas |
| ----------------- | ------------------------- | ------------------ | ----- | ----- |
| Medalha de ouro   | Ana Fidelia Quirot        | CUB Cuba           | 50.27 |       |
| Medalha de prata  | Jillian Richardson        | CAN Canadá         | 50.35 |       |
| Medalha de bronze | Denean Howard             | USA Estados Unidos | 50.72 |       |
| 4                 | Diane Dixon               | USA Estados Unidos | 50.79 |       |
| 5                 | Maria Magnólia Figueiredo | BRA Brasil         | 51.93 |       |
| 6                 | Norfalia Carabalí         | COL Colômbia       | 52.13 |       |
| 7                 | Marita Payne              | CAN Canadá         | 52.14 |       |
| 8                 | Sandie Richards           | JAM Jamaica        | 52.89 |       |